# Chinar
Chinar (en ruso: Чинар) es una ciudad de la región de Derbent de Daguestán en Rusia, a 14 km al noroeste de la ciudad de Derbent.

## La característica fisiko-geográfica

### La situación geográfica
Está situado en la junta de la tierra baja Marítima y las premontañosas del sudeste de Daguestán Premontañoso, en 3 km al occidente de la estación ferroviaria los Fuegos De Daguestán, a la altura de 41 m sobre el nivel del mar, al nordeste de Baraftau (208).
Chinar se encuentra cerca del 942 km de la vía automovilística М29 federal el Cáucaso E 119 con la que está unids por la carretera asfaltada. Se ha extendido del noroeste al sudeste más de a 3 km en paralelo al autopista federal.

## La historia
Por la leyenda, durante la invasión del Nadir-sha cerca del territorio del Plátano (en la localidad Irán-Harab, e.d. la pérdida de Irán) se ha encendido la última batalla entre los persas y los daguestanos. Aquí han sufrido la derrota definitiva. La cañada situada en el epicentro de estos acontecimientos, ha recibido el nombre "K'annudere" (allí, donde se encuentra la calle De jardín) que significa "el desfiladero sangriento". Conforme a la leyenda, era rellenada por la sangre, sobre que habla el nombre mismo.
La aldea el Chinar es formada en 1952. En 1964-71 sovjós es unido con el sovjós de Iliich. Ante la asociación con el sovjós del nombre de Iliich se planeaba a construir la fábrica vinícola.
En 1978 es formado el consejo independiente rural, por medio de la separación de Zidyansky.

### La etimología
Es llamado en honor al boscaje de plátano situado cerca de la aldea Kemah lanzada.

## La población
La población de 4357 habitantes (el censo 2002) —
- 2- lugar en la región (1 - la aldea Gedzhuh, 6367 frentes).
- 50- lugar en la República Daguestán (en 1- - con. Akhty, 13152 frentes).
- 419- lugar en Cáucaso Norte (en 1- lugar - la stanitsa de 65112 frentes, Ordzhonikidzevsky).
- 1070- lugar en Rusia (en 1- lugar - la stanitsa de 65112 frentes, Ordzhonikidzevsky).

## Los habitantes conocidos
- Gadzhimuradov Rasul - el doctor en ciencias médicas, el profesor de la cátedra de la cirugía y la angiología clínica de la universidad De Moscú mediko-estomatológica, el dirigente de la sección de la cirugía vascular y los pie diabéticos del hospital №81 de la ciudad clínico de Moscú.
- Ibiev Ruslán - el coronel de la justicia, el dirigente de la dirección de instrucción las Federación Rusos SK por el distrito federal Uraliano

- Datos: Q532847
- Multimedia: Chinar / Q532847